# Кругла зв'язка матки
Кру́гла зв'я́зка ма́тки (лат. ligamentum teres uteri) — тяж зі сполучної і гладком'язової тканини завдовжки 10—15 см, який починається від кута матки, нижче і допереду від початку маткової труби. Кругла зв'язка матки прямує в товщі широкої зв'язки матки до бічної стінки малого таза, далі вгору і вперед до глибокого пахвинного кільця. На своєму шляху вона перетинає затульні судини і нерв (vasa obturatoria et nervus obturatorius), бічну пупкову складку (plica umbilicalis lateralis), зовнішню клубову вену (v. iliaca externa), нижні надчеревні судини (vasa epigastrica inferiora). Після проходження через пахвинний канал, вона виходить через його поверхневе кільце і розгалужується в тканинах великих статевих губ, лобкового підвищення.

## Функція
Кругла зв'язка матки забезпечує при вагітності антеверсію матки (нахил тіла матки допереду відносно осі таза). В звичайному стані, антеверсія матки забезпечується кардинальними зв'язками. При збільшені матки в розмірах при вагітності може виникнути болісне натяжіння круглої зв'язки.

## Кровозабезпечення
Кругла зв'язка матки забезпечується артерією круглої зв'язки матки.

## Ембріогенез
Кругла зв'язка матки походить з дистальної частини губернакулума.

## Додаткові зображення

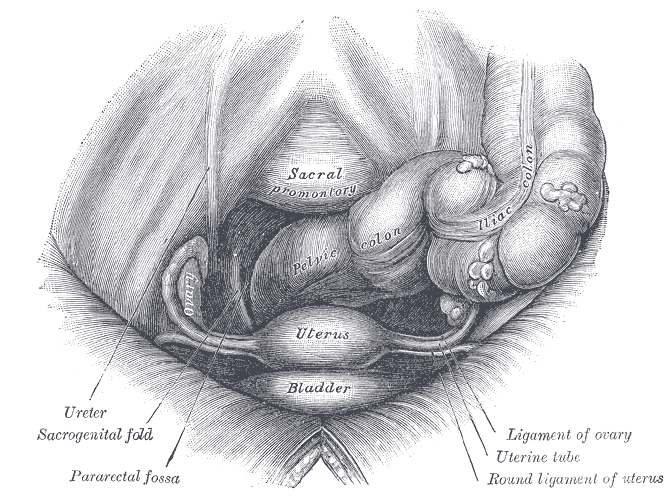
Жіночий таз, вигляд спереду та зверху.
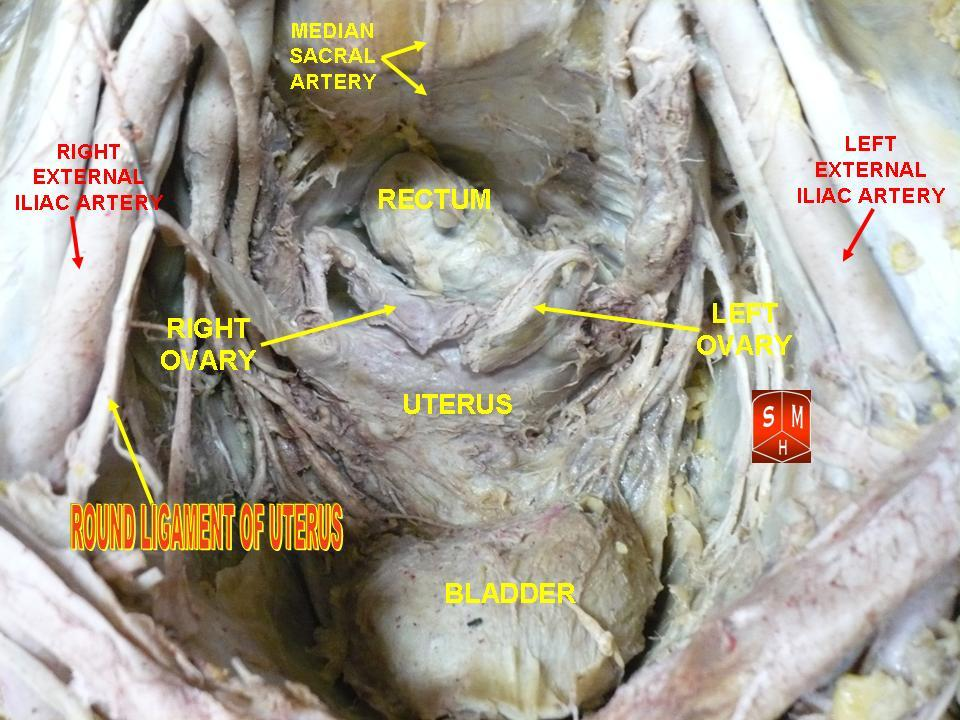
Кругла зв'язка матки (англ. Round ligament of uterus)